# Хрисей
Хрисей (исл. Hrísey) — остров в Исландии.

## География
Хрисей находится в акватории Эйя-фьорда, на расстоянии 35 километров от города Акурейри, которому административно подчиняется. Площадь острова составляет 7,67 км². Длина его — 7,5 километра, наибольшая ширина — 2,5 километра. Хрисей является, таким образом, вторым по величине островом Исландии (после острова Хеймаэй). Наибольшая высота над уровнем моря — 110 метров.
В настоящее время на севере Хрисея находится природоохранная зона, где сохраняются около 40 видов гнездящихся здесь морских птиц. Убийство птиц полностью запрещено по всему острову.

## История
Начиная с момента появления в Исландии первых поселенцев, Хрисей был всё время обитаем. Остров использовали шведские и норвежские, а затем и исландские рыбаки. В XIX столетии здесь было размещено крупное рыбоперерабатывающее производство, построен завод по засолке сельди, промышленные холодильники. В связи с уменьшением — начиная с середины 60-х годов XX века — количества промысловой рыбы в местных водах, предприятия рыбной промышленности были постепенно закрыты (к 1999 году).

## Население
Численность населения — 180 человек (на 1 декабря 2007 года). Все жители проживают в посёлке Хрисей, расположенном на южной оконечности острова.